# Saison 15 de Strictly Come Dancing
 (septembre 2017).
Si vous disposez d'ouvrages ou d'articles de référence ou si vous connaissez des sites web de qualité traitant du thème abordé ici, merci de compléter l'article en donnant les références utiles à sa vérifiabilité et en les liant à la section « Notes et références ».
La quinzième saison de l'émission britannique de téléréalité musicale Strictly Come Dancing a débuté le 23 septembre 2017 et s'est achevée le 16 décembre 2017 sur BBC One.

## Couples
| Candidat           | Occupation                                                          | Partenaire       | Départ     | Classement                        |
| ------------------ | ------------------------------------------------------------------- | ---------------- | ---------- | --------------------------------- |
| Joe McFadden       | Acteur dont Holby City                                              | Katya Jones      | Semaine 13 | Vainqueur le 16 décembre 2017     |
| Gemma Atkinson     | Comédienne, mannequin et animatrice radio                           | Aljaž Skorjanec  | Semaine 13 | Seconde place le 16 décembre 2017 |
| Alexandra Burke    | Chanteuse et actrice                                                | Gorka Márquez    | Semaine 13 | Seconde place le 16 décembre 2017 |
| Debbie McGee       | Personnalité de télévision et animatrice radio                      | Giovanni Pernice | Semaine 13 | Seconde place le 16 décembre 2017 |
| Mollie King        | Chanteuse, membre du groupe The Saturdays                           | AJ Pritchard     | Semaine 12 | Éliminée le 10 décembre 2017      |
| Davood Ghadami     | Acteur dont EastEnders                                              | Nadiya Bychkova  | Semaine 11 | Éliminé le 3 décembre 2017        |
| Susan Calman       | Comédienne de stand-up et animatrice de télévision                  | Kevin Clifton    | Semaine 10 | Éliminée le 26 novembre 2017      |
| Jonnie Peacock     | Champion paralympique d'athlétisme                                  | Oti Mabuse       | Semaine 9  | Éliminé le 19 novembre 2017       |
| Ruth Langsford     | Animatrice de télévision, dont This Morning                         | Anton du Beke    | Semaine 8  | Éliminée le 12 novembre 2017      |
| Aston Merrygold    | Chanteur, ancien membre du groupe JLS                               | Janette Manrara  | Semaine 7  | Éliminé le 5 novembre 2017        |
| Simon Rimmer       | Chef cuisinier et animateur de télévision                           | Karen Clifton    | Semaine 6  | Éliminé le 29 octobre 2017        |
| Brian Conley       | Acteur et animateur de télévision                                   | Amy Dowden       | Semaine 5  | Éliminé le 22 octobre 2017        |
| Charlotte Hawkins  | Animatrice du journal télévisé de l'émission Good Morning Britain   | Brendan Cole     | Semaine 4  | Éliminée le 15 octobre 2017       |
| Rév. Richard Coles | Prêtre anglican, animateur radio et membre du groupe The Communards | Dianne Buswell   | Semaine 3  | Éliminé le 8 octobre 2017         |
| Chizzy Akudolu     | Actrice dont Holby City                                             | Pasha Kovalev    | Semaine 2  | Éliminée le 1er octobre 2017      |

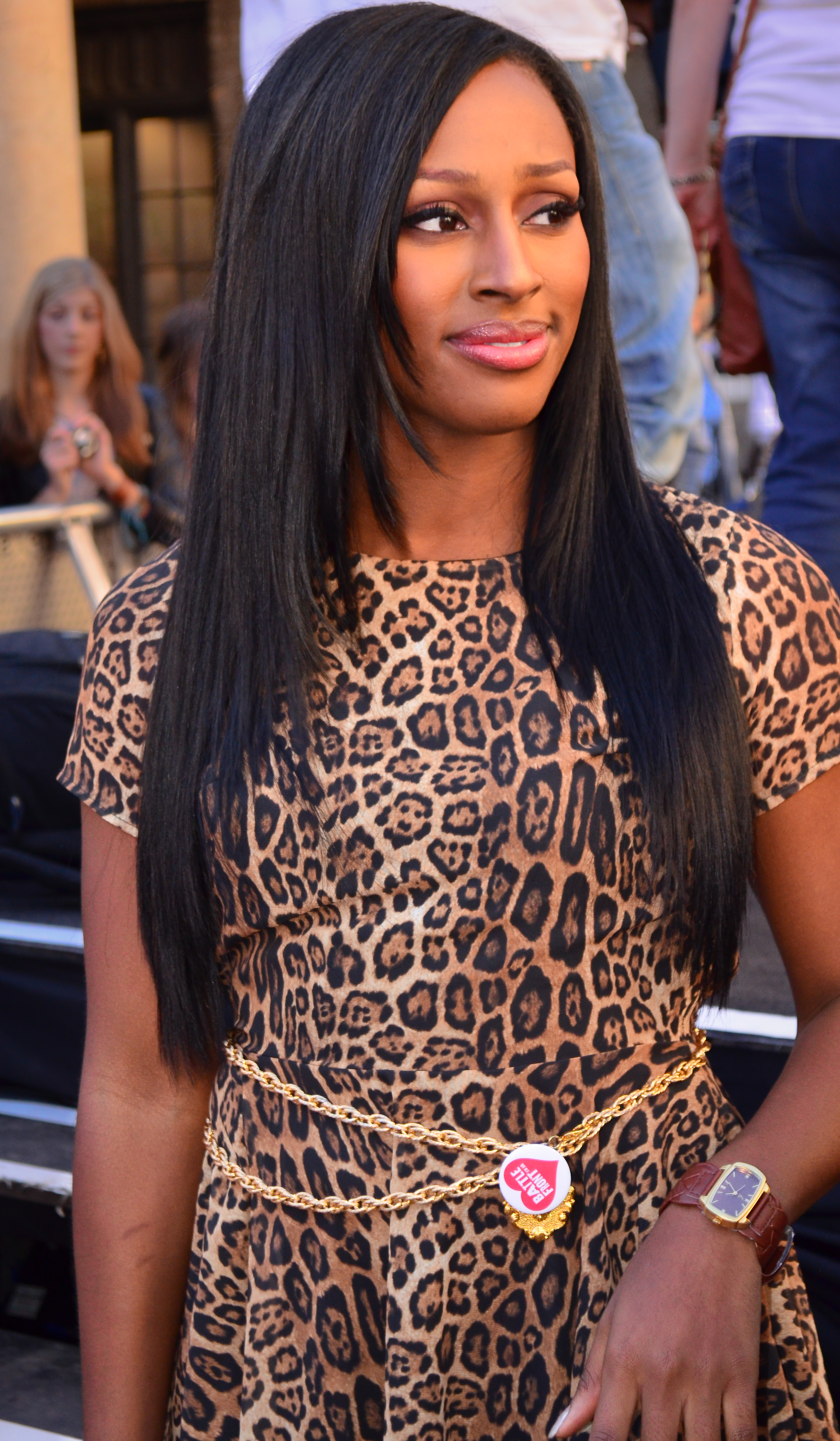
Alexandra Burke
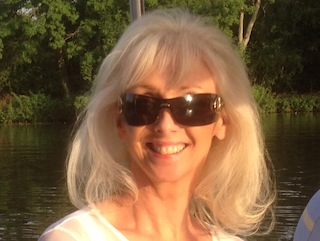
Debbie McGee
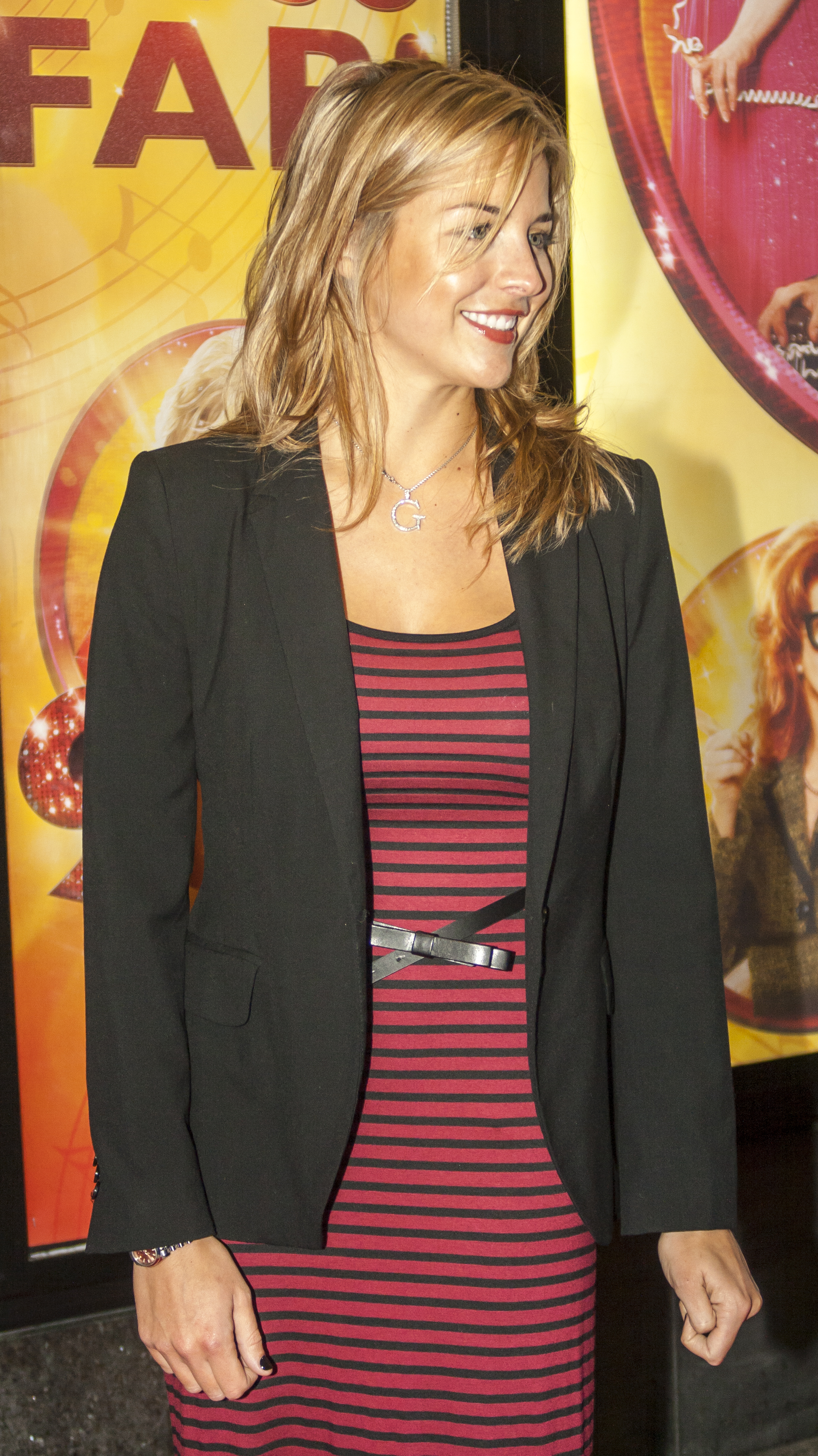
Gemma Atkinson
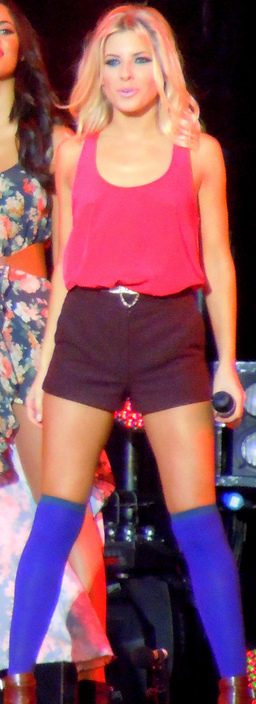
Mollie King
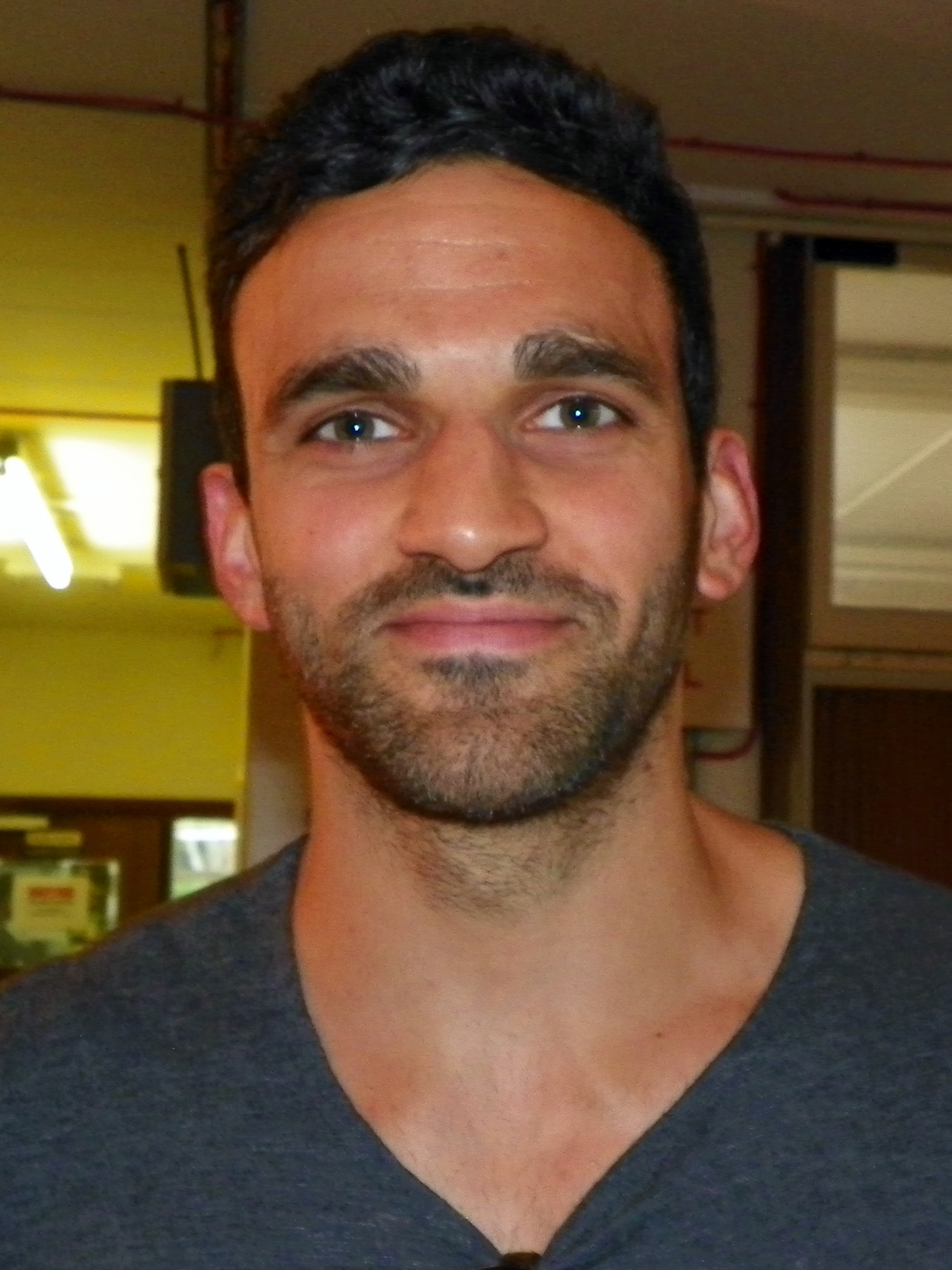
Davood Ghadami

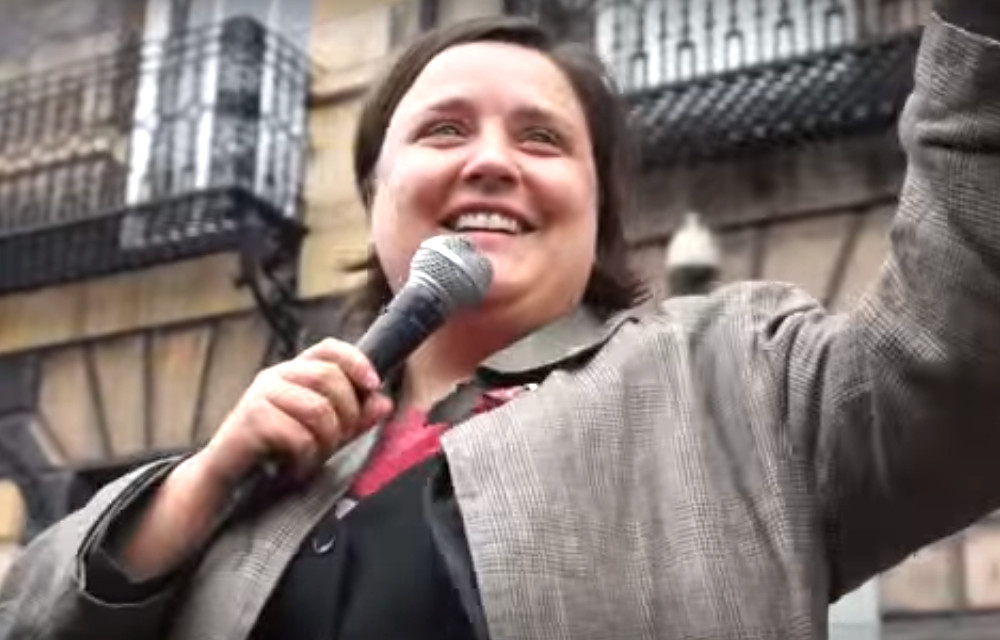
Susan Calman
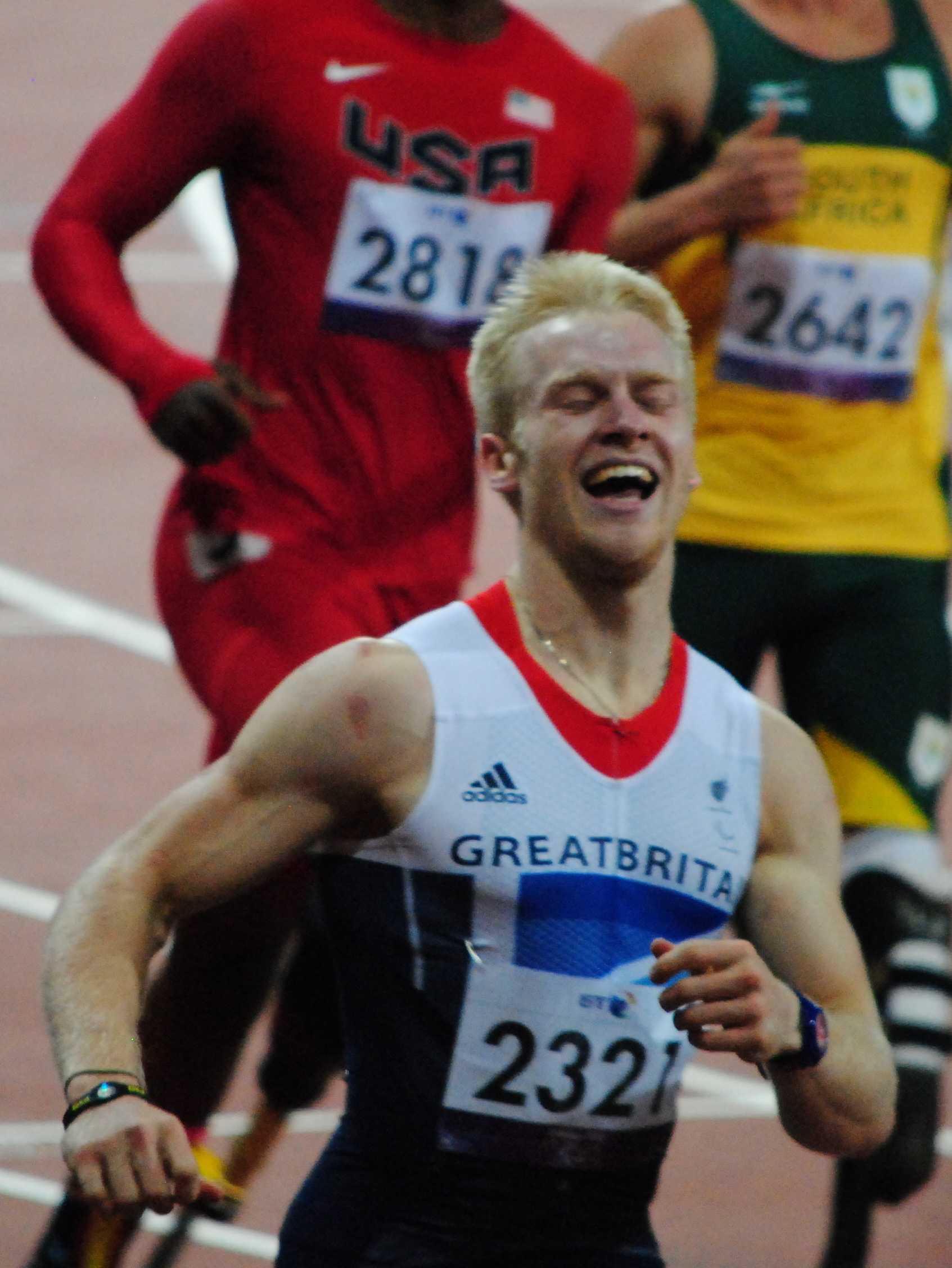
Jonnie Peacock
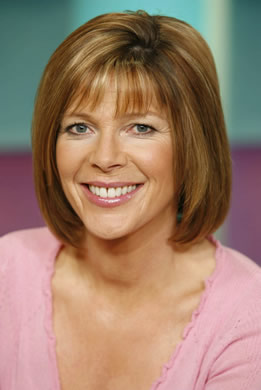
Ruth Langsford
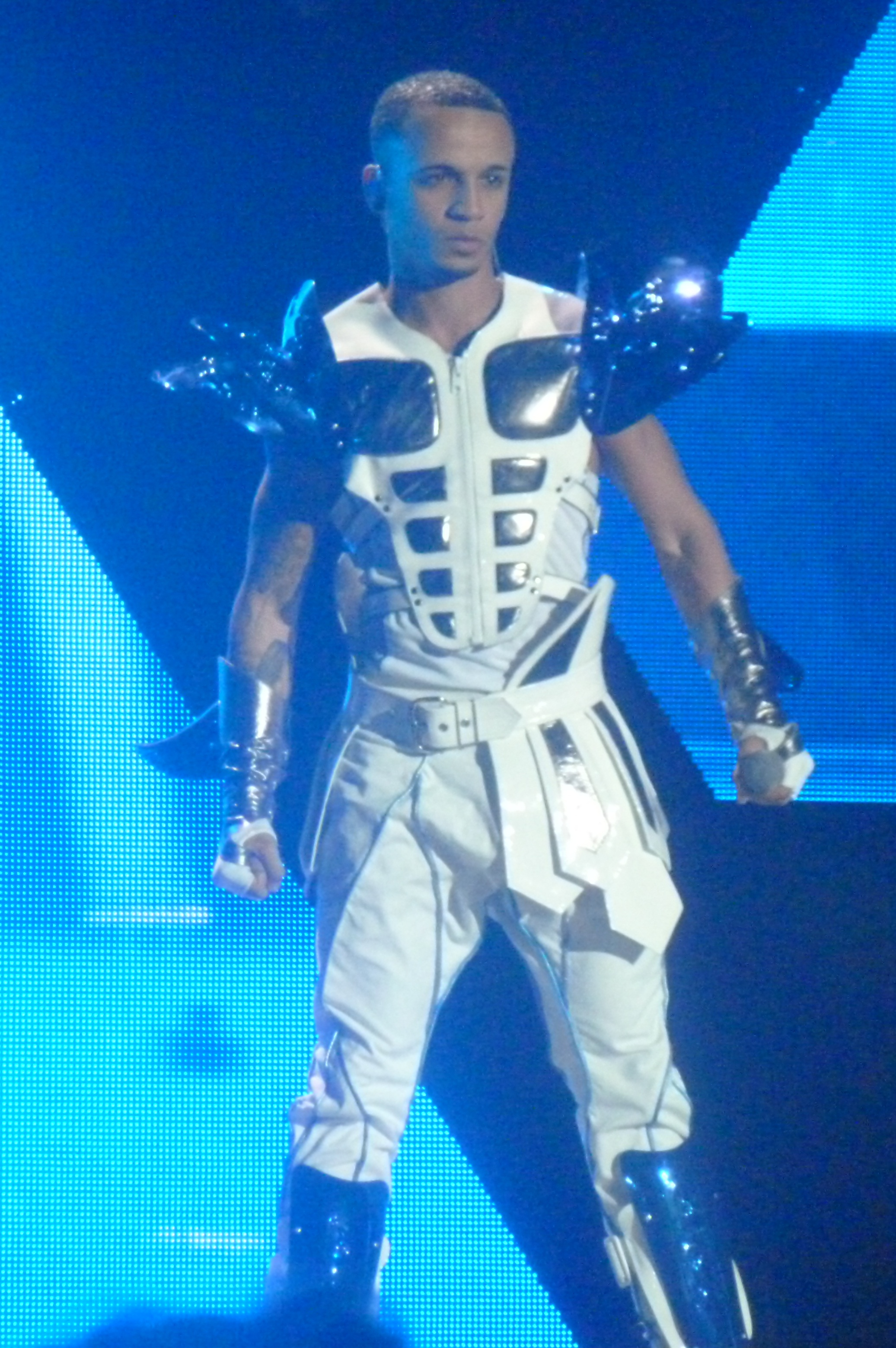
Aston Merrygold
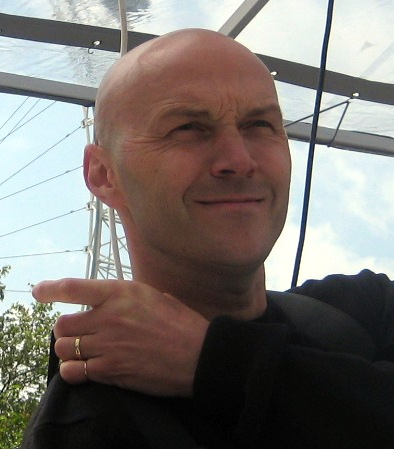
Simon Rimmer
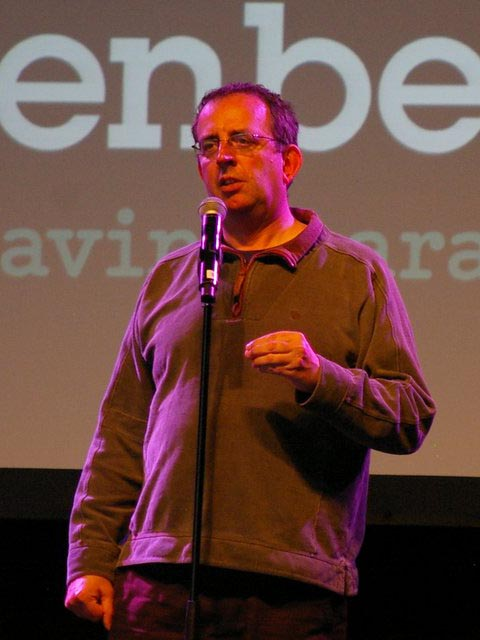
Révérend Richard Coles

## Scores
| Couple                | Place | 1  | 2  | 1+2 | 3  | 4  | 5  | 6  | 7  | 8  | 9  | 10      | 11 | 12       | 13           |
| --------------------- | ----- | -- | -- | --- | -- | -- | -- | -- | -- | -- | -- | ------- | -- | -------- | ------------ |
| Joe & Katya           | 1     | 29 | 22 | 51  | 32 | 24 | 26 | 32 | 36 | 33 | 34 | 38+6=44 | 37 | 35+35=70 | 39+39+40=118 |
| Alexandra & Gorka     | 2     | 24 | 36 | 60  | 33 | 39 | 23 | 35 | 39 | 38 | 39 | 32+7=39 | 39 | 39+40=79 | 40+39+40=119 |
| Debbie & Giovanni     | 2     | 30 | 34 | 64  | 29 | 27 | 27 | 39 | 40 | 35 | 33 | 38+5=43 | 39 | 34+36=70 | 39+38+40=117 |
| Gemma & Aljaž         | 2     | 20 | 26 | 46  | 31 | 35 | 24 | 30 | 26 | 28 | 38 | 25+3=28 | 29 | 30+32=62 | 38+37+39=114 |
| Mollie & AJ           | 5     | 23 | 25 | 48  | 30 | 27 | 24 | 27 | 27 | 22 | 29 | 31+2=33 | 31 | 24+32=56 |              |
| Davood & Nadiya       | 6     | 27 | 27 | 54  | 25 | 29 | 22 | 25 | 35 | 38 | 35 | 35+4=39 | 29 |          |              |
| Susan & Kevin         | 7     | 20 | 22 | 42  | 20 | 30 | 16 | 18 | 29 | 27 | 25 | 21+1=22 |    |          |              |
| Jonnie & Oti          | 8     | 20 | 29 | 49  | 26 | 31 | 24 | 20 | 27 | 21 | 26 |         |    |          |              |
| Ruth & Anton          | 9     | 16 | 20 | 36  | 15 | 24 | 16 | 22 | 22 | 18 |    |         |    |          |              |
| Aston & Janette       | 10    | 31 | 32 | 63  | 35 | 32 | 24 | 38 | 25 |    |    |         |    |          |              |
| Simon & Karen         | 11    | 17 | 19 | 36  | 19 | 19 | 16 | 16 |    |    |    |         |    |          |              |
| Brian & Amy           | 12    | 16 | 19 | 35  | 22 | 21 | 16 |    |    |    |    |         |    |          |              |
| Charlotte & Brendan   | 13    | 22 | 12 | 34  | 17 | 19 |    |    |    |    |    |         |    |          |              |
| Rev. Richard & Dianne | 14    | 17 | 17 | 34  | 14 |    |    |    |    |    |    |         |    |          |              |
| Chizzy & Pasha        | 15    | 21 | 16 | 37  |    |    |    |    |    |    |    |         |    |          |              |

Les nombres rouges indiquent le score le plus bas pour chaque semaine de compétition
Les nombres verts indiquent le score le plus haut pour chaque semaine de compétition
 Le couple éliminé cette semaine-là
 Le couple en danger cette semaine-là
 Le couple vainqueur
 Le couple en seconde position

### Moyenne des candidats
Le tableau reprend la moyenne des notes des candidats, sur un maximum de 40 points. Seules les prestations notées sur 40 sont prises en compte. Pour les prestations de la semaine 5, qui étaient sur 30, à cause de l'absence de Bruno Tonioli, les notes ont été ramenées sur une échelle de 40 points. Les points supplémentaires attribués lors du relais paso-doble ne sont pas comptabilisés :
| Rang par moyenne | Place | Couple                | Total des points | Nombre de danses | Moyenne |
| ---------------- | ----- | --------------------- | ---------------- | ---------------- | ------- |
| 1                | 2     | Alexandra & Gorka     | 583              | 16               | 36.43   |
| 2                | 2     | Debbie & Giovanni     | 567              | 16               | 35.43   |
| 3                | 1     | Joe & Katya           | 540              | 16               | 33.75   |
| 4                | 10    | Aston & Janette       | 225              | 7                | 32.14   |
| 5                | 2     | Gemma & Aljaž         | 496              | 16               | 31      |
| 6                | 6     | Davood & Nadiya       | 334              | 11               | 30.36   |
| 7                | 5     | Mollie & AJ           | 360              | 13               | 27.69   |
| 8                | 8     | Jonnie & Oti          | 232              | 9                | 25.77   |
| 9                | 7     | Susan & Kevin         | 233              | 10               | 23.3    |
| 10               | 12    | Brian and Amy         | 99               | 5                | 19.8    |
| 11               | 9     | Ruth and Anton        | 158              | 8                | 19.75   |
| 12               | 11    | Simon & Karen         | 111              | 6                | 18.5    |
| 12               | 15    | Chizzy & Pasha        | 37               | 2                | 18.5    |
| 14               | 13    | Charlotte & Brendan   | 70               | 4                | 17.5    |
| 15               | 14    | Rev. Richard & Dianne | 48               | 3                | 16      |

### Meilleures et pires performances par type de danses
Les meilleurs et pires scores pour chaque danse, sur un maximum de 40 points. Seules les prestations notées sur 40 sont prises en compte. Donc les prestations de la semaine 5 (qui étaient exceptionnellement notées sur 30) ne sont pas prises en compte :
| Danse           | Meilleur danseur               | Score le plus haut | Pire danseur       | Score le plus bas |
| --------------- | ------------------------------ | ------------------ | ------------------ | ----------------- |
| American Smooth | Alexandra Burke                | 40                 | Simon Rimmer       | 16                |
| Cha-cha-cha     | Alexandra Burke                | 39                 | Charlotte Hawkins  | 12                |
| Charleston      | Joe McFadden                   | 40                 | Ruth Langsford     | 20                |
| Foxtrot         | Debbie McGee                   | 36                 | Chizzy Akudolu     | 16                |
| Jive            | Alexandra Burke                | 40                 | Charlotte Hawkins  | 19                |
| Paso Doble      | Aston Merrygold Gemma Atkinson | 38                 | Rev. Richard Coles | 14                |
| Quickstep       | Alexandra Burke                | 39                 | Simon Rimmer       | 19                |
| Rumba           | Debbie McGee                   | 36                 | Ruth Langsford     | 15                |
| Salsa           | Alexandra Burke                | 40                 | Gemma Atkinson     | 26                |
| Samba           | Joe McFadden                   | 37                 | Simon Rimmer       | 19                |
| Showdance       | Alexandra Burke Joe McFadden   | 39                 | Gemma Atkinson     | 37                |
| Tango           | Debbie McGee                   | 40                 | Brian Conley       | 16                |
| Tango argentin  | Debbie McGee                   | 40                 | Davood Ghadami     | 29                |
| Valse           | Davood Ghadami                 | 35                 | Ruth Langsford     | 16                |
| Valse viennoise | Alexandra Burke                | 39                 | Susan Calman       | 20                |

### Meilleures et pires performances pour chaque danseur
Le score maximal est de 40 points. Seules les prestations notées sur 40 sont prises en compte. Donc les prestations de la semaine 5 (qui étaient exceptionnellement notées sur 30 ne sont pas prises en compte) :
| Couple                | Danse avec le meilleur score     | Danse avec le moins bon score |
| --------------------- | -------------------------------- | ----------------------------- |
| Joe & Katya           | Charleston (40)                  | Tango (22)                    |
| Alexandra & Gorka     | Salsa American Smooth Jive (40)  | Valse (24)                    |
| Debbie & Giovanni     | Tango Tango argentin (40)        | Cha-Cha-Cha (27)              |
| Gemma & Aljaž         | American Smooth (39)             | Cha-Cha-Cha (20)              |
| Mollie & AJ           | Valse viennoise (32)             | Paso Doble (22)               |
| Davood & Nadiya       | Charleston (38)                  | Samba Rumba (25)              |
| Susan & Kevin         | Quickstep (30)                   | Foxtrot (18)                  |
| Jonnie & Oti          | Quickstep (32)                   | Valse Cha-Cha-Cha (20)        |
| Ruth & Anton          | Tango (24)                       | Rumba (15)                    |
| Aston & Janette       | Paso Doble (38)                  | Valse viennoise (25)          |
| Simon & Karen         | Charleston (21)                  | American Smooth (16)          |
| Brian & Amy           | American Smooth (22)             | Tango (16)                    |
| Charlotte & Brendan   | Foxtrot (22)                     | Cha-Cha-Cha (12)              |
| Rev. Richard & Dianne | Cha-Cha-Cha American Smooth (17) | Paso Doble (14)               |
| Chizzy & Pasha        | Cha-Cha-Cha (21)                 | Foxtrot (16)                  |

## Liste des épisodes
Les notes attribuées par les juges sont toujours dans l'ordre suivant de gauche à droite: Craig Revel Horwood, Darcey Bussell, Shirley Ballas, Bruno Tonioli (en).

### Semaine 1
Les danses de cette semaine sont : Cha-cha-cha, Foxtrot, Jive, Paso Doble Tango, Valse ou Valse viennoise
Ordre de passage
| Couple                | Scores       | Danse           | Musique                                                     |
| --------------------- | ------------ | --------------- | ----------------------------------------------------------- |
| Gemma & Aljaž         | 20 (4,5,5,6) | Cha-cha-cha     | There’s Nothing Holdin' Me Back - Shawn Mendes              |
| Brian & Amy           | 16 (3,4,4,5) | Tango           | Temptation - Heaven 17                                      |
| Alexandra & Gorka     | 24 (5,6,6,7) | Valse           | (You Make Me Feel Like) A Natural Woman - Aretha Franklin   |
| Simon & Karen         | 17 (3,5,5,4) | Paso Doble      | Song 2 - Blur                                               |
| Charlotte & Brendan   | 22 (5,5,6,6) | Foxtrot         | The Best Is Yet To Come - Michael Buble                     |
| Chizzy & Pasha        | 21 (4,5,6,6) | Cha-cha-cha     | Boogie Fever - The Sylvers                                  |
| Jonnie & Oti          | 20 (4,5,5,6) | Valse           | When I need you - Luther Vandross                           |
| Joe & Katya           | 29 (7,7,8,7) | Jive            | Rockin' Robin - Michael Jackson                             |
| Susan & Kevin         | 20 (5,5,5,5) | Valse viennoise | Mad About the Boy - Dinah Washington                        |
| Debbie & Giovanni     | 30 (8,8,7,7) | Paso Doble      | Be Italian - Fergie                                         |
| Davood & Nadiya       | 27 (6,7,7,7) | Cha-cha-cha     | Dedication to my Ex - Lloyd feat. Andre 3000                |
| Ruth & Anton          | 16 (3,4,4,5) | Valse           | This Nearly was Mine - Seth MacFarlane                      |
| Rev. Richard & Dianne | 17 (2,4,6,5) | Cha-cha-cha     | There Must Be an Angel (Playing with My Heart) - Eurythmics |
| Mollie & AJ           | 23 (4,6,7,6) | Jive            | Good Golly, Miss Molly - Little Richard                     |
| Aston & Janette       | 31 (7,8,8,8) | Foxtrot         | I Had to Be You - Harry Connick Jr.                         |

### Semaine 2
Les danses de cette semaine sont : American Smooth, Charleston, Foxtrot, Jive, Paso Doble, Quickstep, Salsa, Tango, Valse ou Valse viennoise
Ordre de passage
| Couple                | Scores       | Danse           | Musique                                                           | Résultat  |
| --------------------- | ------------ | --------------- | ----------------------------------------------------------------- | --------- |
| Chizzy & Pasha        | 16 (3,5,4,4) | Foxtrot         | I'm a Woman - Smokey Joe's Café                                   | Eliminée  |
| Aston & Janette       | 32 (7,8,8,9) | Salsa           | Despacito - Luis Fonsi and Daddy Yankee feat. Justin Bieber       | Sauvé     |
| Susan & Kevin         | 22 (3,6,7,6) | Charleston      | If you knew Suzy - Enoch Light and The Charleston City All-Stars  | Sauvée    |
| Charlotte & Brendan   | 12 (2,4,3,3) | Cha-cha-cha     | Sugar - Maroon 5                                                  | Sauvée    |
| Joe & Katya           | 22 (5,6,5,6) | Tango           | Castle on the Hill - Ed Sheeran                                   | Sauvé     |
| Brian & Amy           | 19 (3,5,5,6) | Cha-cha-cha     | Shake Your Groove Thing - Peaches and Herb                        | En danger |
| Gemma & Aljaž         | 26 (6,6,7,7) | Valse           | Un giorno per noi - Josh Groban                                   | Sauvée    |
| Rev. Richard & Dianne | 17 (3,4,5,5) | American Smooth | Love Really Hurts Without You - Billy Ocean                       | Sauvé     |
| Ruth & Anton          | 20 (3,5,6,6) | Charleston      | The Charleston - Bob Wilson and his Varsity Rhythm Boys           | Sauvée    |
| Simon & Karen         | 19 (4,4,6,5) | Valse           | You'll Never Walk Alone - Richard Rodgers et Oscar Hammerstein II | Sauvé     |
| Mollie & AJ           | 25 (4,6,8,7) | Tango           | Addicted to Love - Tina Turner                                    | Sauvée    |
| Jonnie & Oti          | 29 (6,7,8,8) | Jive            | Johnny B. Goode - Chuck Berry                                     | Sauvé     |
| Debbie & Giovanni     | 34 (8,9,9,8) | Valse viennoise | She's Always a Woman - Billy Joel                                 | Sauvée    |
| Davood & Nadiya       | 27 (6,7,7,7) | Quickstep       | Last Nite - The Strokes                                           | Sauvé     |
| Alexandra & Gorka     | 36 (9,9,9,9) | Paso Doble      | 'Ven a Bailar - Jennifer Lopez                                    | Sauvée    |

Le dance-off, cette semaine, s'est joué entre les couples Chizzy Akudolu & Pasha Kovalev et Brian Conley & Amy Dowden
Vote des juges pour le repêchage :
- Craig : Chizzy & Pasha
- Darcey : Brian & Amy
- Bruno : Brian & Amy
- Shirley : Brian & Amy

### Semaine 3: Soirée cinéma
Les danses de cette semaine sont : American Smooth, Cha-cha-cha, Charleston, Paso Doble, Quickstep, Rumba, Samba, Tango ou Valse viennoise
Ordre de passage
| Couple                | Scores       | Danse           | Musique                        | Film                                    | Résultat  |
| --------------------- | ------------ | --------------- | ------------------------------ | --------------------------------------- | --------- |
| Simon & Karen         | 19 (3,5,6,5) | Quickstep       | You've Got a Friend in Me      | Toy Story                               | En danger |
| Ruth & Anton          | 15 (3,5,3,4) | Rumba           | Diamonds are forever           | Les diamants sont éternels - James Bond | Sauvée    |
| Mollie & AJ           | 30 (7,7,8,8) | American Smooth | Climb Every Mountain           | La Mélodie du bonheur                   | Sauvée    |
| Rev. Richard & Dianne | 14 (2,4,4,4) | Paso Doble      | Flash's Theme                  | Flash Gordon                            | Eliminé   |
| Debbie & Giovanni     | 29 (6,8,7,8) | Quickstep       | Let's Call The Whole Thing Off | Shall We Dance ?                        | Sauvée    |
| Brian & Amy           | 22 (5,5,6,6) | American Smooth | If I Only Had A Brain          | Le Magicien d'Oz                        | Sauvé     |
| Gemma & Aljaž         | 31 (7,8,8,8) | Charleston      | The Bare Necessities           | Le Livre de la Jungle                   | Sauvée    |
| Charlotte & Brendan   | 17 (4,5,4,4) | Tango           | Danger Zone                    | Top Gun                                 | Sauvée    |
| Jonnie & Oti          | 26 (6,6,7,7) | Paso Doble      | The Raiders March              | Indiana Jones                           | Sauvé     |
| Susan & Kevin         | 20 (4,5,5,6) | Samba           | Wonder Woman (Theme)           | Wonder Woman                            | Sauvée    |
| Joe & Katya           | 32 (8,8,8,8) | Valse viennoise | Somewhere My Love              | Docteur Jivago                          | Sauvé     |
| Aston & Janette       | 35 (8,9,9,9) | Cha-cha-cha     | Can't Stop the Feeling!        | Les Trolls                              | Sauvé     |
| Alexandra & Gorka     | 33 (8,8,8,9) | American Smooth | Wouldn't It Be Loverly         | My Fair Lady                            | Sauvée    |
| Davood & Nadiya       | 25 (4,7,7,7) | Samba           | Stayin' Alive                  | Saturday Night Fever                    | Sauvé     |

Le dance-off, cette semaine, s'est joué entre les couples Simon Rimmer & Karen Clifton et Révérend Richard Coles & Dianne Buswell
Vote des juges pour le repêchage :
- Craig : Simon & Karen
- Darcey : Simon & Karen
- Bruno : Simon & Karen
- Shirley : N'a pas eu besoin de voter, mais aurait voté pour Simon & Karen

### Semaine 4
Les danses de cette semaine sont : American Smooth, Cha-cha-cha, Jive Paso Doble, Quickstep, Samba, Salsa, Tango ou Valse viennoise
Ordre de passage
| Couple              | Scores          | Danse           | Musique                                         | Résultat  |
| ------------------- | --------------- | --------------- | ----------------------------------------------- | --------- |
| Debbie & Giovanni   | 27 (6,6,7,8)    | Cha-cha-cha     | Shoop shoop song (It's in His Kiss) - Cher      | Sauvée    |
| Brian & Amy         | 21 (4,6,6,5)    | Paso Doble      | I Believe in a Thing Called Love - The Darkness | Sauvé     |
| Mollie & AJ         | 27 (6,7,7,7)    | Salsa           | Súbeme La Radio - Enrique Iglesias              | Sauvée    |
| Davood & Nadiya     | 29 (6,7,8,8)    | Valse viennoise | Say You Love Me - Jessie Ware                   | En danger |
| Charlotte & Brendan | 19 (4,5,5,5)    | Jive            | Marry You - Bruno Mars                          | Eliminée  |
| Joe & Katya         | 24 (5,7,6,6)    | Cha-cha-cha     | You Keep Me Hangin' On - Human Nature           | Sauvé     |
| Ruth & Anton        | 24 (6,6,6,6)    | Tango           | Allegretto - Bond                               | Sauvée    |
| Aston & Janette     | 32 (7,8,8,9)    | Quickstep       | Mr. Blue Sky - Electric Light Orchestra         | Sauvé     |
| Simon & Karen       | 19 (4,5,5,5)    | Samba           | Copacabana (At the Copa) - Barry Manilow        | Sauvé     |
| Gemma & Aljaž       | 35 (8,9,9,9)    | Paso Doble      | Viva la Vida - Coldplay                         | Sauvée    |
| Alexandra & Gorka   | 39 (9,10,10,10) | Jive            | Proud Mary - Tina Turner                        | Sauvée    |
| Jonnie & Oti        | 31 (7,8,8,8)    | American Smooth | Cry Me a River - Michael Bublé                  | Sauvé     |
| Susan & Kevin       | 30 (7,7,8,8)    | Quickstep       | Bring Me Sunshine - The Jive Aces               | Sauvée    |

Le dance-off, cette semaine, s'est joué entre les couples Davood Ghadami & Nadiya Bychkova et Charlotte Hawkins & Brendan Cole
Vote des juges pour le repêchage :
- Craig : Davood & Nadiya
- Darcey : Davood & Nadiya
- Bruno : Davood & Nadiya
- Shirley : N'a pas eu besoin de voter, mais aurait voté pour Davood & Nadiya

### Semaine 5
Les danses de cette semaine sont : Cha-cha-cha, Charleston, Jive, Paso Doble, Quickstep, Rumba, Samba, Valse ou Valse viennoise
Exceptionnellement, le juge Bruno Tonioli (en) est absent cette semaine. Les prestations seront donc notées sur 30 et non sur 40.
Ordre de passage
| Couple            | Scores      | Danse           | Musique                                           | Résultat  |
| ----------------- | ----------- | --------------- | ------------------------------------------------- | --------- |
| Davood & Nadiya   | 22 (6,8,8)  | Jive            | Tell Her About It - Billy Joel                    | Sauvé     |
| Mollie & AJ       | 24 (8,8,8)  | Valse viennoise | Anyone Who Had a Heart - Cilla Black              | Sauvée    |
| Simon & Karen     | 16 (5,5,6)  | Charleston      | Fit as a Fiddle (And Ready for Love) - Gene Kelly | En danger |
| Debbie & Giovanni | 27 (9,9,9)  | Rumba           | Baby Can I Hold You - Tracy Chapman               | Sauvée    |
| Brian & Amy       | 16 (4,6,6)  | Jive            | It's Not Unusual - Tom Jones                      | Eliminé   |
| Susan & Kevin     | 16 (4,5,7)  | Cha-cha-cha     | South Out To My Ex - Little Mix                   | Sauvée    |
| Aston & Janette   | 24 (8,8,8)  | Valse           | Can't Help Falling In Love - Elvis Presley        | Sauvé     |
| Ruth & Anton      | 16 (5,5,6)  | Samba           | Love is in the Air - John Paul Young              | Sauvée    |
| Gemma & Aljaz     | 24 (8,8,8)  | Foxtrot         | Believe - Madilyn Bailey                          | Sauvée    |
| Joe & Katya       | 26 (7,9,10) | Paso Doble      | Diablo Rojo - Rodrigo y Gabriela                  | Sauvé     |
| Alexandra & Gorka | 23 (7,8,8)  | Samba           | Shape of You - Ed Sheeran                         | Sauvée    |
| Jonnie & Oti      | 24 (7,8,9)  | Quickstep       | Part-Time Lover - Stevie Wonder                   | Sauvé     |

Le dance-off, cette semaine, s'est joué entre les couples Simon Rimmer & Karen Clifton et Brian Conley & Amy Dowden
Vote des juges pour le repêchage :
- Craig : Simon & Karen
- Darcey : Simon & Karen
- Shirley : N'a pas dû voter, mais aurait voté pour Simon & Karen

### Semaine 6: Soirée Halloween
Les danses de cette semaine sont : American Smooth, Cha-cha-cha, Charleston, Foxtrot, Jive, Paso Doble, Quickstep, Rumba ou Tango
Ordre de passage
| Couple            | Scores          | Danse           | Musique                                   | Résultat  |
| ----------------- | --------------- | --------------- | ----------------------------------------- | --------- |
| Jonnie & Oti      | 20 (4,6,5,5)    | Cha-cha-cha     | Troublemaker - Olly Murs feat Flo Rida    | Sauvé     |
| Ruth & Anton      | 22 (4,6,6,6)    | Quickstep       | Bewitched Theme Song                      | Sauvée    |
| Simon & Karen     | 16 (2,5,5,4)    | American Smooth | Delilah - Tom Jones                       | Eliminé   |
| Gemma & Aljaž     | 30 (7,8,7,8)    | Jive            | Ever Fallen in Love - The Buzzcocks       | Sauvée    |
| Joe & Katya       | 32 (8,8,8,8)    | Foxtrot         | Trouble - Coldplay                        | Sauvé     |
| Mollie & AJ       | 27 (6,7,7,7)    | Cha-cha-cha     | Better The Devil You Know - Kylie Minogue | En danger |
| Alexandra & Gorka | 35 (9,9,9,8)    | Tango           | Maneater - Nelly Furtado                  | Sauvée    |
| Davood & Nadiya   | 25 (5,7,6,7)    | Rumba           | Wicked Game - Chris Isaak                 | Sauvé     |
| Susan & Kevin     | 18 (3,5,5,5)    | Foxtrot         | Killer Queen - Queen                      | Sauvée    |
| Debbie & Giovanni | 39 (9,10,10,10) | Charleston      | Frankie - Sister Sledge                   | Sauvée    |
| Aston & Janette   | 38 (9,10,9,10)  | Paso Doble      | Smells Like Teen Spirit - Nirvana         | Sauvé     |

Le dance-off, cette semaine, s'est joué entre les couples Mollie King & AJ Pritchard et Simon Rimmer & Karen Clifton
Vote des juges pour le repêchage :
- Craig : Mollie & AJ
- Darcey : Mollie & AJ
- Bruno : Mollie & AJ
- Shirley : N'a pas eu besoin de voter, mais aurait voté pour Mollie & AJ

### Semaine 7
Les danses de cette semaine sont : American Smooth, Cha-cha-cha, Charleston, Foxtrot, Jive, Paso Doble, Salsa, Tango ou Valse viennoise
Ordre de passage
| Couple            | Scores           | Danse           | Musique                                           | Résultat  |
| ----------------- | ---------------- | --------------- | ------------------------------------------------- | --------- |
| Alexandra & Gorka | 39 (9,10,10,10)  | Cha-cha-cha     | I Got The Music in Me - Marcia Hines              | Sauvée    |
| Mollie & AJ       | 27 (6,7,7,7)     | Foxtrot         | Call Me Irresponsible - Connie Francis            | En danger |
| Joe & Katya       | 36 (9,9,9,9)     | Charleston      | Alexander's Ragtime Band - Ella Fitzgerald        | Sauvé     |
| Gemma & Aljaž     | 26 (5,7,7,7)     | Salsa           | Sun Comes Up - Rudimental feat. James Arthur      | Sauvée    |
| Aston & Janette   | 25 (4,7,7,7)     | Valse viennoise | Who's Loving You - The Jackson Five               | Eliminé   |
| Ruth & Anton      | 22 (4,6,6,6)     | Paso Doble      | The Shady Dame from Seville - Julie Andrews       | Sauvée    |
| Debbie & Giovanni | 40 (10,10,10,10) | Tango           | I Gotta Feeling - The Black Eyed Peas             | Sauvée    |
| Jonnie & Oti      | 27 (6,7,7,7)     | Salsa           | Turn Me On - Kevin Lyttle                         | Sauvé     |
| Susan & Kevin     | 29 (6,7,8,8)     | Jive            | The Ole House - Shakin' Stevens                   | Sauvée    |
| Davood & Nadiya   | 35 (8,9,9,9)     | American Smooth | This Will Be (An Everlasting Love) - Natalie Cole | Sauvé     |

Le dance-off, cette semaine, s'est joué entre les couples Aston Merrygold & Janette Manrara et Mollie King & AJ Pritchard
Vote des juges pour le repêchage :
- Craig : Mollie & AJ
- Darcey : Aston & Janette
- Bruno : Aston & Janette
- Shirley : Mollie & AJ

En cas d'égalité, c'est le couple repêché par Shirley Ballas qui continue la compétition, donc Mollie King et AJ Pritchard.

### Semaine 8
Les danses de cette semaine sont : Charleston, Foxtrot, Paso Doble, Rumba, Salsa, Tango, Tango argentin ou Valse viennoise
Ordre de passage
| Couple            | Scores         | Danse           | Musique                                        | Résultat  |
| ----------------- | -------------- | --------------- | ---------------------------------------------- | --------- |
| Susan & Kevin     | 27 (5,6,8,8)   | Tango           | Firework — Katy Perry                          | Sauvée    |
| Joe & Katya       | 33 (7,8,9,9)   | Rumba           | One — U2 & Mary J. Blige                       | Sauvé     |
| Ruth & Anton      | 18 (4,5,4,5)   | Foxtrot         | Mack the Knife — Bobby Darin                   | Eliminée  |
| Davood & Nadiya   | 38 (9,9,10,10) | Charleston      | The Lambeth Walk — Pasadena Roof Orchestra     | Sauvé     |
| Gemma & Aljaž     | 28 (7,7,7,7)   | Valse viennoise | You Don't Have to Say You Love Me — Brenda Lee | Sauvée    |
| Alexandra & Gorka | 38 (9,9,10,10) | Tango argentin  | Mi Confesión — Gotan Project                   | Sauvée    |
| Mollie & AJ       | 22 (5,6,6,5)   | Paso Doble      | Layla — Derek and the Dominos                  | Sauvée    |
| Jonnie & Oti      | 21 (4,5,6,6)   | Foxtrot         | Someone like You — Adele                       | En danger |
| Debbie & Giovanni | 35 (9,9,8,9)   | Salsa           | Can't Take My Eyes Off You — Boys Town Gang    | Sauvée    |

Cette semaine, le dance-off se joue entre les couples Jonnie Peacock & Oti Mabuse et Ruth Langsford & Anton du Beke 
Vote des juges pour le repêchage :
- Craig : Jonnie & Oti
- Darcey : Jonnie & Oti
- Bruno : Jonnie & Oti
- Shirley : N'a pas eu besoin de voter, mais aurait voté pour Jonnie & Oti

### Semaine 9: SoiréeBlackpool
Les danses de cette semaine sont : American Smooth, Charleston, Paso Doble, Quickstep, Salsa, Samba ou Tango
Ordre de passage
| Couple            | Scores          | Danse           | Musique                                                   | Résultat  |
| ----------------- | --------------- | --------------- | --------------------------------------------------------- | --------- |
| Mollie & AJ       | 29 (6,7,8,8)    | Charleston      | Wings - Little Mix                                        | Sauvée    |
| Susan & Kevin     | 25 (5,6,7,7)    | Paso Doble      | Scott & Fran’s Paso Doble - Strictly Ballroom             | Sauvée    |
| Debbie & Giovanni | 33 (7,8,9,9)    | Samba           | Wannabe + Who Do You Think You Are - Spice Girls          | En danger |
| Jonnie & Oti      | 26 (6,7,6,7)    | Tango           | Sweet Dreams - Eurythmics                                 | Eliminé   |
| Gemma & Aljaž     | 38 (9,9,10,10)  | American Smooth | Downtown - Petula Clark                                   | Sauvée    |
| Davood & Nadiya   | 35 (8,9,9,9)    | Paso Doble      | Live and Let Die - Paul McCartney & Wings                 | Sauvé     |
| Alexandra & Gorka | 39 (9,10,10,10) | Quickstep       | The Gold Diggers’ Song (We’re In The Money) - 42nd Street | Sauvée    |
| Joe & Katya       | 34 (8,8,9,9)    | Salsa           | Ride on Time - Black Box                                  | Sauvé     |

Cette semaine, le dance-off se joue entre les couples Debbie McGee & Giovanni Pernice et Jonnie Peacock & Oti Mabuse
Vote des juges pour le repêchage :
- Craig : Debbie & Giovanni
- Darcey : Debbie & Giovanni
- Bruno : Debbie & Giovanni
- Shirley : N'a pas eu besoin de voter, mais aurait voté pour Debbie & Giovanni

### Semaine 10
Les danses de cette semaine sont : American Smooth, Quickstep, Rumba, Samba, Tango argentin ou Valse + Relais Paso Doble
Ordre de passage
| Couple                                                                                                  | Scores         | Danse           | Musique                                                   | Résultat                             |
| --- | -------------- | --------------- | --------------------------------------------------------- | ------------------------------------ |
| Joe & Katya                                                                                             | 38 (9,9,10,10) | Quickstep       | Jumpin'Jack - Big Bad Voodoo Daddy                        | Sauvé                                |
| Alexandra & Gorka                                                                                       | 32 (7,8,8,9)   | Rumba           | Halo - Beyoncé                                            | En danger                            |
| Gemma & Aljaž                                                                                           | 25 (6,6,6,7)   | Samba           | The River of Dreams - Billy Joel                          | Sauvée                               |
| Mollie & AJ                                                                                             | 31 (7,7,8,9)   | Quickstep       | Umbrella - The Baseballs                                  | Sauvée                               |
| Davood & Nadiya                                                                                         | 35 (8,9,9,9)   | Valse           | With you I'm Born Again - Billy Preston et Syreeta Wright | Sauvé                                |
| Debbie & Giovanni                                                                                       | 38 (9,9,10,10) | Tango argentin  | Por una Cabeza - Carlos Gardel et Alfredo Le Pera         | Sauvée                               |
| Susan & Kevin                                                                                           | 21 (4,6,5,6)   | American Smooth | Beyond the Sea - Bobby Darin                              | Eliminée                             |
| Susan & Kevin Mollie & AJ Gemma & Aljaž Davood & Nadiya Debbie & Giovanni Joe & Katya Alexandra & Gorka | 1 2 3 4 5 6 7  | Paso Doble      | España cañí — Pascual Marquina Narro                      | España cañí — Pascual Marquina Narro |

Cette semaine, le dance-off se joue entre les couples Susan Calman & Kevin Clifton et Alexandra Burke & Gorka Marquez 
Vote des juges pour le repêchage :
- Craig : Alexandra & Gorka
- Darcey : Alexandra & Gorka
- Bruno : Alexandra & Gorka
- Shirley : N'a pas eu besoin de voter, mais aurait voté pour Alexandra & Gorka

### Semaine 11: Soirée Comédies musicales
Les danses de cette semaine sont : American Smooth, Charleston, Quickstep, Rumba, Samba ou Tango argentin
Ordre de passage
| Couple            | Scores          | Danse           | Musique                            | Comédie musicale         | Résultat  |
| ----------------- | --------------- | --------------- | ---------------------------------- | ------------------------ | --------- |
| Gemma & Aljaz     | 29 (6,7,8,8)    | Quickstep       | Hello, Dolly !                     | Hello, Dolly !           | Sauvée    |
| Mollie & AJ       | 31 (6,7,9,9)    | Rumba           | Hopelessly Devoted to You          | Grease                   | Sauvée    |
| Joe & Katya       | 37 (9,9,9,10)   | Samba           | Money, Money                       | Cabaret                  | Sauvé     |
| Debbie & Giovanni | 39 (9,10,10,10) | American Smooth | Memory                             | Cats                     | Sauvée    |
| Davood & Nadiya   | 29 (7,8,7,7)    | Tango argentin  | The Phantom of the Opera           | The Phantom of the Opera | Eliminé   |
| Alexandra & Gorka | 39 (9,10,10,10) | Charleston      | Supercalifragilisticexpialidocious | Mary Poppins             | En danger |

Le dance-off, cette semaine, s'est joué entre les couples Davood Ghadami & Nadiya Bychkova et Alexandra Burke & Gorka Marquez 
Vote des juges pour le repêchage :
- Craig : Alexandra & Gorka
- Darcey : Alexandra & Gorka
- Bruno : Alexandra & Gorka
- Shirley : N'a pas eu besoin de voter, mais aurait voté pour Alexandra & Gorka

### Semaine 12: Demi-finale
Les danses de cette semaine sont : American Smooth, Foxtrot, Jive, Rumba, Salsa, Samba, Tango, Tango argentin, Valse ou Valse viennoise
Ordre de passage
| Couple            | Scores           | Danse           | Musique                                             | Résultat  |
| ----------------- | ---------------- | --------------- | --------------------------------------------------- | --------- |
| Joe & Katya       | 35 (8,9,9,9)     | American Smooth | Have You Met Miss Jones - Robbie Williams           | Sauvé     |
| Joe & Katya       | 35 (8,9,9,9)     | Tango argentin  | Human - Rag'n'Bone Man                              | Sauvé     |
| Alexandra & Gorka | 39 (9,10,10,10)  | Valse viennoise | Everybody Hurts - Tina Arena                        | Sauvée    |
| Alexandra & Gorka | 40 (10,10,10,10) | Salsa           | Finally - CeCe Peniston                             | Sauvée    |
| Mollie & AJ       | 24 (4,7,7,6)     | Samba           | Whenever, Wherever - Shakira                        | Eliminée  |
| Mollie & AJ       | 32 (8,8,8,8)     | Valse           | Angel - Sarah McLachlan                             | Eliminée  |
| Gemma & Aljaž     | 30 (7,8,7,8)     | Rumba           | Beneath Your Beautiful - Labrinth feat. Emeli Sandé | En danger |
| Gemma & Aljaž     | 32 (8,8,8,8)     | Tango           | My Sharona - Royal Blood                            | En danger |
| Debbie & Giovanni | 34 (7,9,9,9)     | Jive            | I'm So Excited - The Pointer Sisters                | Sauvée    |
| Debbie & Giovanni | 36 (8,9,9,10)    | Foxtrot         | Isn't She Lovely? - Stevie Wonder                   | Sauvée    |

Le dance-off, cette semaine, s'est joué entre les couples Gemma Atkinson & Aljaž Skorjanec et Mollie King & AJ Pritchard
Vote des juges pour le repêchage :
- Craig : Gemma & Aljaž
- Darcey : Gemma & Aljaž
- Bruno : Gemma & Aljaž
- Shirley : N'a pas eu besoin de voter, mais aurait voté Gemma & Aljaž

### Semaine 13: Finale
Pour la finale, les quatre couples encore en lice doivent performer sur trois danses différentes : tout d'abord une danse déjà effectuée dans la saison, choisie par le jury, ensuite, ils devront performer sur une "showdance" et enfin concluront par leur danse préférée de la saison avant l'annonce du vainqueur.
Ordre de passage
| Couple            | Scores           | Danse           | Musique                                              | Résultat      |
| ----------------- | ---------------- | --------------- | ---------------------------------------------------- | ------------- |
| Alexandra & Gorka | 40 (10,10,10,10) | American Smooth | Wouldn't It Be Lovely - extrait de My Fair Lady      | Seconde place |
| Alexandra & Gorka | 39 (9,10,10,10)  | Showdance       | There's no Business like Showbusiness - Ethel Merman | Seconde place |
| Alexandra & Gorka | 40 (10,10,10,10) | Jive            | Proud Mary - Tina Turner                             | Seconde place |
| Debbie & Giovanni | 39 (9,10,10,10)  | Salsa           | Can't Take My Eyes Off You - Boys Town Gang          | Seconde place |
| Debbie & Giovanni | 38 (9,9,10,10)   | Showdance       | One Day I'll Fly Away - Vaults                       | Seconde place |
| Debbie & Giovanni | 40 (10,10,10,10) | Tango argentin  | Por una Cabeza - Carlos Gardel et Alfredo Le Pera    | Seconde place |
| Gemma & Aljaz     | 38 (9,9,10,10)   | Paso Doble      | Viva la Vida - Coldplay                              | Seconde place |
| Gemma & Aljaz     | 37 (8,9,10,10)   | Showdance       | Show Me How You Burlesque - Christina Aguilera       | Seconde place |
| Gemma & Aljaz     | 39 (9,10,10,10)  | American Smooth | Downtown - Petula Clark                              | Seconde place |
| Joe & Katya       | 39 (9,10,10,10)  | Valse viennoise | Somewhere My Love - extrait de Docteur Jivago        | Vainqueur     |
| Joe & Katya       | 39 (9,10,10,10)  | Showdance       | Make My Dreams - Hall & Oates                        | Vainqueur     |
| Joe & Katya       | 40 (10,10,10,10) | Charleston      | Alexander's Ragtime Band - Ella Fitzgerald           | Vainqueur     |

## Vue d'ensemble des danses
Chaque célébrité performe sur une danse différente chaque semaine, parmi une sélection :
- Semaine 1 : Cha-cha-cha, Foxtrot, Jive, Paso Doble, Tango, Valse ou Valse viennoise
- Semaine 2 : American Smooth, Cha-cha-cha, Charleston, Foxtrot, Jive, Paso Doble, Quickstep, Tango, Valse, Valse viennoise
- Semaine 3 : American Smooth, Cha-cha-cha, Charleston, Paso Doble, Quickstep, Rumba, Samba, Tango ou Valse viennoise (Soirée Cinéma)
- Semaine 4 : American Smooth, Cha-cha-cha, Jive Paso Doble, Quickstep, Samba, Salsa, Tango ou Valse viennoise
- Semaine 5 : Cha-cha-cha, Charleston, Jive Paso Doble, Quickstep, Rumba, Samba, Valse ou Valse viennoise
- Semaine 6 : American Smooth, Cha-cha-cha, Charleston, Foxtrot, Jive Paso Doble, Quickstep, Rumba ou Tango (Soirée Halloween)
- Semaine 7 : American Smooth, Cha-cha-cha, Charleston, Foxtrot, Jive, Paso Doble, Salsa, Tango ou Valse viennoise
- Semaine 8 : Charleston, Foxtrot, Paso Doble, Rumba, Salsa, Tango, Tango argentin ou Valse viennoise
- Semaine 9 : American Smooth, Charleston, Paso Doble, Quickstep, Salsa, Samba ou Tango (Soirée Blackpool)
- Semaine 10 : American Smooth, Quickstep, Rumba, Samba, Tango argentin ou Valse + Relais Paso Doble
- Semaine 11 : American Smooth, Charleston, Quickstep, Rumba, Samba ou Tango argentin (Soirée Comédies musicales)
- Semaine 12 : Deux danses parmi : American Smooth, Foxtrot, Jive, Rumba, Salsa, Samba, Tango, Tango argentin, Valse ou Valse viennoise (Demi-finale)
- Semaine 13 : Une danse de la saison choisie par les juges + Une showdance + Une danse de la saison choisie par les candidats (Finale)

| Joe & Katya           | Jive            | Tango           | Valse viennoise | Cha-cha-cha     | Paso Doble      | Foxtrot         | Charleston      | Rumba           | Salsa           | Quickstep       | Relais Paso Doble | Samba           | American Smooth | Tango argentin | Valse viennoise | Showdance | Charleston      |  |  |  |  |  |  |  |  |  |  |  |  |
| Gemma & Aljaž         | Cha-cha-cha     | Valse           | Charleston      | Paso Doble      | Foxtrot         | Jive            | Salsa           | Valse viennoise | American Smooth | Samba           | Relais Paso Doble | Quickstep       | Rumba           | Tango          | Paso Doble      | Showdance | American Smooth |  |  |  |  |  |  |  |  |  |  |  |  |
| Alexandra & Gorka     | Valse           | Paso Doble      | American Smooth | Jive            | Samba           | Tango           | Cha-cha-cha     | Tango argentin  | Quickstep       | Rumba           | Relais Paso Doble | Charleston      | Valse viennoise | Salsa          | American Smooth | Showdance | Jive            |  |  |  |  |  |  |  |  |  |  |  |  |
| Debbie & Giovanni     | Paso Doble      | Valse viennoise | Quickstep       | Cha-cha-cha     | Rumba           | Charleston      | Tango           | Salsa           | Samba           | Tango argentin  | Relais Paso Doble | American Smooth | Jive            | Foxtrot        | Salsa           | Showdance | Tango argentin  |  |  |  |  |  |  |  |  |  |  |  |  |
| Mollie & AJ           | Jive            | Tango           | American Smooth | Salsa           | Valse viennoise | Cha-cha-cha     | Foxtrot         | Paso Doble      | Charleston      | Quickstep       | Relais Paso Doble | Rumba           | Samba           | Valse          |                 |           |                 |  |  |  |  |  |  |  |  |  |  |  |  |
| Davood & Nadiya       | Cha-cha-cha     | Quickstep       | Samba           | Valse viennoise | Jive            | Rumba           | American Smooth | Charleston      | Paso Doble      | Valse           | Relais Paso Doble | Tango argentin  |                 |                |                 |           |                 |  |  |  |  |  |  |  |  |  |  |  |  |
| Susan & Kevin         | Valse viennoise | Charleston      | Samba           | Quickstep       | Cha-cha-cha     | Foxtrot         | Jive            | Tango           | Paso Doble      | American Smooth | Relais Paso Doble |                 |                 |                |                 |           |                 |  |  |  |  |  |  |  |  |  |  |  |  |
| Jonnie & Oti          | Valse           | Jive            | Paso Doble      | American Smooth | Quickstep       | Cha-cha-cha     | Salsa           | Foxtrot         | Tango           |                 |                   |                 |                 |                |                 |           |                 |  |  |  |  |  |  |  |  |  |  |  |  |
| Ruth & Anton          | Valse           | Charleston      | Rumba           | Tango           | Samba           | Quickstep       | Paso Doble      | Foxtrot         |                 |                 |                   |                 |                 |                |                 |           |                 |  |  |  |  |  |  |  |  |  |  |  |  |
| Aston & Janette       | Foxtrot         | Salsa           | Cha-cha-cha     | Quickstep       | Valse           | Paso Doble      | Valse viennoise |                 |                 |                 |                   |                 |                 |                |                 |           |                 |  |  |  |  |  |  |  |  |  |  |  |  |
| Simon & Karen         | Paso Doble      | Valse           | Quickstep       | Samba           | Charleston      | American Smooth |                 |                 |                 |                 |                   |                 |                 |                |                 |           |                 |  |  |  |  |  |  |  |  |  |  |  |  |
| Brian & Amy           | Tango           | Cha-cha-cha     | American Smooth | Paso Doble      | Jive            |                 |                 |                 |                 |                 |                   |                 |                 |                |                 |           |                 |  |  |  |  |  |  |  |  |  |  |  |  |
| Charlotte & Brendan   | Foxtrot         | Cha-cha-cha     | Tango           | Jive            |                 |                 |                 |                 |                 |                 |                   |                 |                 |                |                 |           |                 |  |  |  |  |  |  |  |  |  |  |  |  |
| Rev. Richard & Dianne | Cha-cha-cha     | American Smooth | Paso Doble      |                 |                 |                 |                 |                 |                 |                 |                   |                 |                 |                |                 |           |                 |  |  |  |  |  |  |  |  |  |  |  |  |
| Chizzy & Pasha        | Cha-cha-cha     | Foxtrot         |                 |                 |                 |                 |                 |                 |                 |                 |                   |                 |                 |                |                 |           |                 |  |  |  |  |  |  |  |  |  |  |  |  |

 Danse avec le meilleur score
 Danse avec le moins bon score